# Наутіко Капібарібе
Клуб «Наутіко» (порт. Clube Náutico Capibaribe) — один з найдавніших у Бразилії спортивний, а зокрема і футбольний клуб з міста Ресіфі. Його символом є опосум. Клуб позиціонує себе як притаманний заможним особам, еліті.
Першим в «Наутіко» стали розвивати регатну команду, після нього — футбол. «Наутіко» входить до трьох футбольних грандів штату Пернамбуку. Гравці клубу єдиними вигравали чемпіонат штату з футболу аж шість разів поспіль з 1963 по 1968 роки. З давніх-давен головним суперником футбольної команди є Спорт Ресіфі. Матчі поміж цими двома командами мають назву "Дербі з дербі". Іншим важливим спортивним ворогом у «Наутіко» є «Санта-Круз», з яким щоразу відбувається "Емоційне дербі".
Клуб «Наутіко» має хороший навігаційний комплекс для регати, плавальний басейн, що відповідає міжнародним олімпійським стандартам. Клуб розвиває волейбол, гандбол, жіночий футбол, футзал, теніс, настільний теніс, хокей, академічне веслування, баскетбол, дзюдо й карате.